# إذاعة المنستير
إذاعة المنستير اسمها الرسمي "اذاعة الجمهورية التونسية من المنستير، اذاعة شاملة ناطقة باللغة العربية، تبثٌ انطلاقا من 
مدينة المنستير بالساحل التونسي ويغطي بثها منطقة تونس الكبرى وولايات زغوان ونابل وسوسة والمنستير والمهدية والقيروان. تمٌ تأسيسها في 3 أوت 1977.
تبث اذاعة المنستير على موجة آلاف أم FM في البلاد التونسي عبر الموجات التالية :
مدينة المنستير وضواحيها 106.1 المنستير 
مدينة سوسة وضواحيها 99.0 القلعة الكبرى 
ولايتي المنستير والمهدية 95.7 عميرة حاتم 
ولاية القيروان 97.3 طرزة 
ولاية نابل 98.5 بني خيار 
تونس الكبرى وسوسة وزغوان ونابل 104.7 زغوان. 
هذا وتبث إذاعة المنستير 24 ساعة متواصلة بدون انقطاع وذلك منذ سبتمبر 2011

## مقالات ذات صلة
- قائمة إذاعات الراديو التونسية

## وصلات خارجية
- موقع إذاعة المنستير
- موقع محبي اذاعة المنستير